# Acharya Dev Vrat
Acharya Devvrat (आचार्य देवव्रत; Samalkha, 18 gennaio 1959) è un politico indiano.
È il governatore dell'Himachal Pradesh dal 12 agosto 2015.